# Chim Ch'rao
Chim Chơ rao (còn được viết là chim Chơ-rao hay chim Ch'rao, cũng được gọi là chim Đơ-rao, chim Đrao hay chim Paly) là một giống chim cỡ nhỏ, có lông màu đen, hay hót, gan lỳ và sống thành bầy trong các khu rừng ở Tây Nguyên và một số vùng miền Trung Việt Nam. Việc định danh khoa học một cách chính xác về loài chim này còn nhiều ý kiến khác nhau, có thể chim Chơ rao chính là chim sáo hay chim bồ chao hoặc chim chèo bẻo, đây là những loài chim đều có ghi nhận ở Việt Nam. Chim Chơ rao cùng với rừng xà nu, cây Kơ nia, chim Kơ-tia,.... là những sinh vật biểu tượng của đại ngàn Tây Nguyên và cùng đi vào thơ ca Việt Nam. Chim Ch'rao từ một loài chim bình thường đã trở nên nổi tiếng qua trường ca “Bài ca chim Chơ rao” của nhà thơ Thu Bồn.

## Phân loại
Có ý kiến cho rằng chim Chơ-rao là con chim sáo căn cứ vào gốc tích Chơ-rao trong Từ điển Ba-na-Việt ghi Chơ-rao là chim sáo, tuy vậy chim sáo có bộ lông chủ yếu là đen nâu, chân cao, thân hình thon gọn, ít hót liên tục. Một số người chơi chim cho đó là chim bồ chao, âm đọc “chơ-rao” cũng gần với “bồ chao” hơn là “sáo” nhưng từ điển Việt-Ba-na lại ghi bồ chao là “bơ-lang”. Chim Chơ-rao to con hơn chim sáo một tí vì có bộ lông hơi xù, màu xam xám với những chấm lốm đốm đen và trắng xám, có tập quán thi nhau la hét liên hồi khi tụ đàn đông đảo, vùng Nam Trung bộ có câu thành ngữ “Lao nhao như đám bồ chao!”. Bồ chao hay quần tụ ở nơi có ao hồ, đầm lầy hay sông suối giữa rừng già, nơi đâu có chúng là sẽ có nước.
Ngoài ra nhiều khả năng những cánh chim ở rừng ma là chim Paly là loài lông vũ tuy nhỏ con nhưng rất ngoan cường, không biết sợ, chẳng bao giờ khuất phục, chim Paly có lối sống bầy đàn rất cao, khi bị diều hâu tấn công, chúng hợp sức lại chống trả và luôn chiến thắng. Tuy bé nhỏ nhưng chim paly được xem là biểu tượng cho sĩ khí chiến đấu, sự ngoan cường của người Raglai, họ có truyền thuyết về loài chim đen paly đã hợp sức cùng dân làng tiêu diệt quỷ dữ nên chim paly được xem là biểu tượng cho sĩ khí chiến đấu của người Raglai, khi một người Raglai nằm xuống, anh ta được xem như cánh chim paly rũ cánh. Trong khi đó, người Êđê gọi chim paly là chim D'rao, người Kinh gọi paly là chim chèo bẻo Người Bana thường tự ví mình như chim Đrao vì chim Đrao là loài chim to, khỏe, thông minh nhất của núi rừng Tây Nguyên, làng Hà Ri, xã Vĩnh Hiệp, huyện Vĩnh Thạnh, Bình Định người dân làng đã ví già làng như chim Đrao đầu đàn.
Cánh chim paly được đề cập trong truyện cổ Tam Rắc chuyện về người anh hùng của người Raglai đã lãnh đạo dân làng chiến đấu chống quỷ dữ. Chuyện kể rằng khi người yêu là nàng Paly xinh đẹp hy sinh trao trái tim để luyện thành ngọn lao chống quỷ dữ và hóa thành loài chim có hình dáng đen tuyền, Tam Rắc như được truyền thêm sức mạnh. Trong quá trình giao đấu, Tam Rắc bị quỷ dữ chụp được mũi lao nên mất thế. Trước tình cảnh nguy cấp ấy, chim đen vốn hóa thân từ nàng Paly dẫn đầu hàng đàn chim muông lao vào cào, đá, mổ, rỉa quỷ dữ. Nhờ vậy mà Tam Rắc có cơ hội tiêu diệt được quỷ dữ. Và để ghi nhớ sự hy sinh của nàng Paly, dân làng đã gọi chim đen tuyền mà Paly hóa thân là chim paly. 

## Trong văn học
Chim chơ-rao từ một loài chim bình thường đã trở nên nổi tiếng qua trường ca “Bài ca chim chơ-rao” của nhà thơ Thu Bồn. Nhắc đến ông này, mọi người thường liên tưởng ngay đến một cách nói hình tượng là "cánh chim chơ-rao trên đại ngàn Tây Nguyên" trong dòng văn học sáng tác về đề tài Tây Nguyên vì ông đã từng nổi tiếng từ trường ca "Bài ca chim chơ-rao" như một bộ sử thi Tây Nguyên. Bài ca chim Ch’rao là khúc dạo đầu cho những gì Thu Bồn đã viết về mảnh đất và con người Tây Nguyên. Đây cũng là tác phẩm nổi tiếng nhất của ông là Bài ca chim Chơrao, báo Văn nghệ đã in bản trường ca Bài ca chim Chơrao và giới thiệu trang trọng bằng một tờ phụ trang xấp lại thành một tập thơ. Bài ca chim Ch’rao được Mặt trận Dân tộc Giải phóng miền Nam Việt Nam tặng thưởng Giải thưởng Văn học Nguyễn Đình Chiểu, nó cũng được quốc tế của Hội Nhà văn Á-Phi có tên là Giải thưởng Bông Sen (Giải thưởng Lotus).
Bài ca chim Chơ rao của nhà văn Thu Bồn có các đoạn về chim Chơ rao:
"Chim Chơ-rao ơi! Chào chim nhé
Con chim không bao giờ chịu lẻ đàn
Chim hãy đến rẫy rừng ta ca hát
Đem nguồn vui đến nóc buôn Sang".
"Đất Tây Nguyên đón hai con về nghỉ
Bầy chim chơ-rao bay liệng quanh người".
"Chim chơ-rao ơi! Bay về buôn vắng
Báo tin buồn đi khắp mọi nơi"
"Hỡi bầy chim Chơ-rao trong mây trắng
Hỡi con chim Xa-lon trong nắng phất cờ
Hỡi con Xen-đun, Xem-tơ-răng lấy mật
Rộn ràng cây Kơ-tơ-đáp sáng tinh mơ"
"Bài hát chim Chơ-rao xinh đẹp
Đậu bên bờ suối đá trơn"
"Tất cả làm chim Chơ-rao bay lượn
Chim Chơ-rao mà sao má đỏ hồng"
Trong trường đoạn này câu thơ trứ danh trong "Trường ca chim Chơ-rao" của Thu Bồn là câu "Bài ca chim Chơ-rao xinh đẹp, đậu bên suối đá trơn...".
Bài hát Tiếng đàn Ta-lư của Huy Thục cũng có đoạn đề cập đến chim Chơ rao:
"Con chim Ch'rao xinh, hót trên cành vui mừng công anh
Bộ đội giải phóng quân ơi, anh thắng trận miền Tây Khe Sanh
Đồn Tà Cơn hôm nào bốc cháy, đồi Đồng Chi xác Mỹ chất đầy
Kia trông một hai ba bốn năm sáu ngàn tên lính thủy đánh bộ Mỹ kia
Nó bỏ xác trên rừng.
Bộ đội giải phóng ơi, các anh đánh hay... hung!"
Bài ca Hát Mừng Anh Hùng Núp của nhà thơ Thu Giang có đoạn:
"Đây bất khuất Tây Nguyên cao cao Núi mây điệp trùng gió ào ào.
Đây sóng nước sông Ba dâng trào Người Ba Na như đàn chim Đrao.
Anh dũng nhất đánh Tây Pha-lang Có anh hùng là chim đầu đàn".
Bài thơ Hồ Chí Minh của Prêkimala Mak có đoạn:
"Gió thổi lá cây to, cây nhỏ
Chim drao, chim kơ-tia, chim nhông.
Nhờ sông bé, sông to
Nhờ rẫy lúa, nhờ thác cao
Nhờ sóng vỗ mạn đò"...